# Eudo de Saint Amand
Eudo ou Odão de Saint Amand (em francês: Eudes de Saint-Amand; em latim: Odo; 1110 - 1180) foi o oitavo Grão-Mestre dos Cavaleiros Templários entre 1171 e 1179.

## Vida Pessoal
St. Amand nasceu em uma família de Limusino, em França mas na Aquitânia quando se tinha aliado à Inglaterra sua rival.
Ele foi Marechal de Jerusalém e depois Visconde. Ele era um líder obstinado da ordem, que lhe renderam elogios e ressentimentos em igual medida. Um exemplo disto pode ser encontrado em 1172 quando um cavaleiro templário, Gualtério de Maisnil, foi acusado de assassinar um dignitário islâmico pelo rei Amalrico I e St Amand se recusou a entregá-lo. Ele citou a bula papal que estipulava que o único poder sobre os templários era Roma.

## Carreira Militar
Ainda no tempo do grão-mestre Bertrando de Blanchefort e com o posto de marechal ordem, quando lutavam ao lado Balduíno III de Jerusalém contra Noradine, em 1157, foram ambos aprisionados depois de sofrerem uma emboscada no Vale de Jacó e só libertados passados três anos.
Já como grão-mestre, St. Amand participou de várias expedições durante o seu tempo.
Liderou uma ação militar em Nablus, Jericó e Gérasa, marcando vitórias consideráveis.
Talvez seu melhor momento foi na Batalha de Monte Gisardo, onde os seus cavaleiros derrotaram o superior exército de Saladino.
Em março de 1179, em St Amand supervisionou a construção da fortaleza de Chastellet. Sua posição e inexpugnabilidade tornou um incômodo para Saladino e ele ofereceu uma quantia considerável de dinheiro para tê-la destruída. Foi tão eficaz que o ataque de Saladino a Jerusalém, em maio desse ano, foi derrotado. Suas forças destruíram as resistentes muralhas, e os combates ferozes dos Templários ali posicionadas causaram pesadas perdas para aos muçulmanos.
Tentando tirar proveito da vitória, um ataque contra as forças islâmicas foi organizada. Dando-se a Batalha de Marj Ayun, a 26 de Maio. Em número de oitenta cavaleiros foi liderada pelo rei Balduíno IV, Raimundo III de Trípoli,  Rogério de Moulins e o nosso Odão de St Amand. No entanto, Saladino se reagrupou e dizimou as forças cristãs. Balduíno IV escapou do massacre, levando com ele a Verdadeira Cruz, mas St. Amand foi capturado e levado como refém.
Pouco depois, em agosto de 1179, a nova fortaleza dos Templários foi capturada e os cavaleiros ali posicionados foram decapitados pelas forças muçulmanas.
St Amand morreu em um dos presídios de Saladino, embora ainda sem a data exata, em algum momento durante o mesmo ano de 1179. Sua libertação foi proposta, em troca de um sobrinho de Saladino em cativeiro, mas as negociações chegaram muito tarde.
Em consequência disso o papa Alexandre III mandou editar a bula "Ad vestram non dubitamus", dirigida aos arcebispos e bispos para receberem condignamente os peregrinos que regressavam, atendendo que a Santa Sé tinha obrigação de confortar os que padeciam em defesa da fé, e recomendava para que honrassem ainda mais do que era costume fazê-lo os cavaleiros templários.

## Recolhendo doações
Não foram só as vitórias de St. Amand importantes do ponto de vista militar, elas foram fundamentais na obtenção de novas promessas de dinheiro e recursos dos vários países da Europa. A exemplo, inspirado pela sensacional vitória dos templários em Monte Gisardo, o Lorde Reinaldo de Margat doou metade da renda das suas cidades para as causas da ordem.